# Lekanesphaera weilli
Lekanesphaera weilli là một loài chân đều trong họ Sphaeromatidae. Loài này được Elkaïm miêu tả khoa học năm 1967.